# 普济桥 (苏州)
普济桥是江苏苏州山塘河上的一座古桥，自东向西排列为第五座（东为彩云桥，西为望山桥），也是苏州市区仅存的一座三孔拱石桥。

## 历史
该桥规制形成于明代弘治七年，清代重建。桥柱上镌刻有对联。
2019年3月，普济桥列为江苏省文物保护单位。